# 백조자리 OB2-8A
좌표:  20h 33m 15.0789s, +41° 18′ 50.494″
백조자리 OB2 #8A 또는 TYC 3161-01325-1은 백조자리 OB2 성협의 중심부에 있는 분광쌍성이다. 쌍성 구성원은 21.9일 주기로 질량중심을 1회 돈다.